# Brittany MacLean
Brittany MacLean (Etobicoke, 3 de março de 1994) é uma nadadora canadense, medalhista olímpica.

## Carreira

### Rio 2016
MacLean competiu na natação nos Jogos Olímpicos de Verão de 2016 e conquistou a medalha de bronze com o revezamento 4x200 metros livre.